# 戰略陰謀：失控任務
《戰略陰謀：失控任務》（英語：Sniper: Rogue Mission）是一部2022年美國動作片，由奧利佛·湯普森（Oliver Thompson）執導兼編劇，查德·麥可·柯林斯、萊恩·羅賓斯、秋元才加以及丹尼斯·赫柏特主演。劇情講述狙擊手兼中央情報局新人布蘭登·貝克（Brandon Beckett）與前國土安全局探員盟友席羅（Zero）、日本殺手死亡夫人（Lady Death）聯手，揭發一名腐敗聯邦探員及其團隊的人口販賣行動。
《戰略陰謀：失控任務》為2020年電影《戰略陰謀：刺客末路》的續集和《戰略陰謀》系列電影的第九部作品，2022年8月16日在美國採DVD首映和VOD發行。

## 劇情
在英國倫敦，中央情報局新人布蘭登·貝克協助國土安全局探員席羅監視一間上市公司慈善家蘿拉·胡，認為後者涉嫌人口販賣；但貝克發現美國聯邦邊境巡邏隊副隊長哈維·庫薩馬諾與胡交談後並未逮捕對方，使他懷疑庫薩馬諾收賄而將其上銬逮捕。與此同時，席羅帶隊掃蕩人口販賣團隊的一間倉庫，確發現內部人去樓空，只留下九具女性屍體。人口販賣團隊利用引渡來的女性在網上從事性直播賺取比特幣，提前得知席羅的到來後殺光了女性們，但名為瑪莉·珍的女性被團隊成員賽門幫助逃走。
行動結束後，貝克和席羅都被自家單位開除，貝克的長官「上校」加百列·史東打算退休，而蘿拉·胡則已吞藥自殺。人口販賣團隊成員吉帝和羅西兄弟檔去殺死在警局做筆錄的珍，但席羅及時將她救走。席羅帶珍與貝克會合，因不信任執法單位而打算私下行動。回到美國，三人還找上以往對手——日本殺手「死亡夫人」請求幫助，死亡夫人在得知珍的可憐處境後答應幫忙。賽門與珍私下聯繫一事被其他人口販賣團隊知曉，領導者戴斯打算藉由雙方見面來殺死珍；雙方約在咖啡廳外頭碰面，貝克和戴斯等人各自設下埋伏，但賽門已遭戴斯殺死。一場衝突隨即發生，席羅在電梯殺死戴斯；死亡夫人和貝克擊敗對方的一名打手；珍成功從吉帝的狙擊中逃脫。
席羅獲得戴斯的手機，經過死亡夫人朋友情報皮特的解密後，得知人口販賣團隊下一批裝滿女性的貨櫃即將到來，貝克等人前往費城港攔截對方。與此同時，史東獨自潛入庫薩馬諾的英國住宅，發現來自紐約州的信件，內有蘿拉·胡的新身份文件，證實後者假死。庫薩馬諾前來企圖殺了史東，史東逃脫並躲在屋子裡某處，最後用球棒打昏了庫薩馬諾。羅西與貝克在貨櫃上纏鬥，但被弟弟吉帝不小心用狙擊槍打死，吉帝隨後則被席羅狙擊身亡。聯邦調查局和救護單位清理現場並送走女性們，史東致電告知貝克，蘿拉·胡偽裝成貨櫃裡的女性潛入美國，使貝克和席羅追上一輛救護車，但發現蘿拉·胡殺了救護人員並逃走。胡搭上一輛車，卻是珍開的車，珍用刀子殺死了對方，報了仇；貝克、席羅和死亡夫人看見胡在路上的屍體後知曉了此事。
史東已從中情局退休，但讓上頭核准成立「全球反應情報小組」（Global Response & Intelligence Team，簡稱），貝克、席羅和死亡夫人都將是一員。

## 演員
- 查德·麥可·柯林斯飾演布蘭登·貝克（Brandon Beckett）
- 萊恩·羅賓斯飾演澤克·「席羅」·羅森貝格探員（Agent Zeke "Zero" Rosenberg）
- 秋元才加飾演三船優紀／死亡夫人（Yuki Mifune / Lady Death）
- 丹尼斯·赫柏特飾演加百列·史東（Gabriel Stone）
- 布倫丹·塞克斯頓三世飾演吉帝（Gildie）
- 喬許·布雷納飾演情報皮特（Intelligence Pete）
- 喬絲琳·休頓（Jocelyn Hudon）飾演瑪莉·珍（Mary Jane）
- 大衛·馬欽尼斯（David MacInnis）飾演羅西（Rosie）
- 保羅·艾森布雷（Paul Essiembre）飾演哈維·庫薩馬諾（Harvey Cusamano）
- 艾瑞克·阿塔瓦勒（Erik Athavale）飾演戴斯（Dax）
- 陶比·休斯（Toby Hughes）飾演賽門（Simon）
- 寶拉·波托斯基（Paula Potosky）飾演蘿拉·胡（Laura Lake）

## 外部連結
- 互联网电影数据库（IMDb）上《戰略陰謀：失控任務》的资料（英文）